# Síndrome de sensibilització central
Les síndromes de sensibilització central (SSC) és el nom que rep un conjunt de síndromes entre els quals, els més rellevants són la fibromiàlgia i la síndrome de fatiga crònica.
Aquest conjunt de malalties de darrer reconeixement i de prevalença cada vegada més alta, són patologies cròniques, d'origen desconegut i especialment invalidants.
Avui en dia hi ha moltes dificultats per confirmar el seu diagnòstic com també de definir quines síndromes s'inclouen dins d'aquest conjunt, hi ha autors que defensen fins a 50 malalties diferents. Actualment constitueixen un autèntic repte, no només per les administracions, sinó també pels professionals sanitaris que s'hi enfronten.